# Jean-Joseph Laurens
Bonaventure Laurens (Carpentras, 14 luglio 1801 – Montpellier, 29 giugno 1890) è stato un pittore e litografo francese.
Di personalità poliedrica, fu anche musicista, archeologo, geologo e teorico dell'arte.

## Biografia

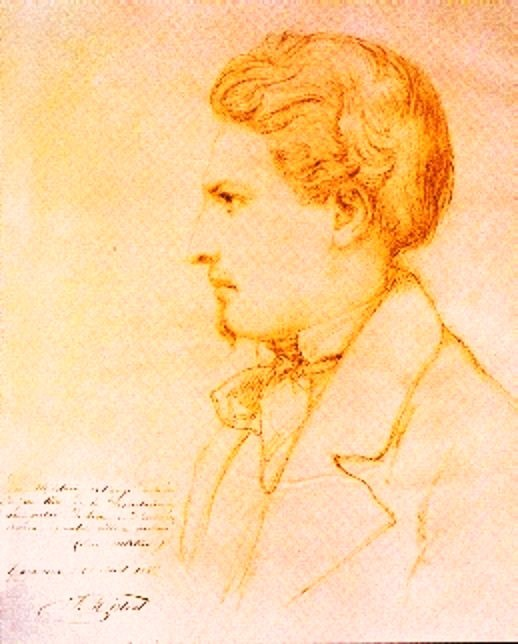
Frédéric Mistral

Primo di cinque figli, con un padre un po' bohémien, Jean Joseph Bonaventure Laurens nacque a Carpentras, capoluogo del Contado Venassino, nel dipartimento di Vaucluse, a venti chilometri da Avignone. A 19 anni intraprese la carriera amministrativa che lo condusse a Montpellier, dopo un breve soggiorno a Parigi.
Grande amante della musica, musicista lui stesso, fu in contatto con i massimi compositori del suo tempo (Felix Mendelssohn, Robert Schumann, Johannes Brahms, etc.) e partecipò alla riscoperta di Bach. Scoprì anche il manoscritto di Elzéar Genêt, Il Carpentrasso, compositore del XVI secolo, che lavorava per il Papa, a Roma.
Pittore, disegnatore e acquarellista autodidatta di affermato talento, partecipò come litografo a numerose pubblicazioni, in particolare, dal 1835, ai Voyages pittoresques et romantiques de l'ancienne France del Barone Taylor e di Charles Nodier, ai Monuments du Bas-Languedoc e all'album della ferrovia Lione - Mar Mediterraneo.

Pubblicò anche i suoi ricordi di un viaggio a Maiorca, che avrebbero ispirato George Sand per il suo romanzo Un hiver à Majorque.
Fu anche autore di un'opera teorica: Essai sur la théorie du beau pittoresque et les applications de cette théorie aux arts du dessin, (Saggio sulla teoria del bello pittoresco e le applicazioni di tale teoria all'arte del disegno), nel quale espresse il suo attaccamento al neoclassicismo nei confronti del realismo. Nel 1864 pubblicò un Album des Dames, comprendente 25 ritratti di donne poesie e brani musicali.

Bonaventure Laurens frequentò numerosi pittori e scultori, fra cui Ingres, Corot, Cabanel, e prese parte al movimento provenzalista guidato da Frédéric Mistral, di cui fece il primo ritratto conosciuto. Aiutò, inoltre, e sostenne la carriera artistica di suo fratello Jules Laurens (1825-1901), pittore assai noto in Provenza.
Bonaventure Laurens morì a Montpellier nel 1890.
La Biblioteca Inguimbertina e i musei di Carpentras conservano di lui un gran numero di disegni e di acquarelli che illustrano tutto il grande sud della Francia e costituiscono una fonte di primaria importanza per la conoscenza del paesaggio di queste regioni nel XIX secolo.

## Opere scritte
- Monographie monumentale relative département de l'Hérault (Testo di Jules Renouvier), Montpellier 1830.
- Souvenirs d'un voyage d'art à l'île de Majorque. Ediz. Arthur Bertrand, Parigi, 1840.
- Théorie du Beau pittoresque démontrée dans ses applications à la composition, au clair-obscur, à la couleur et à l'interprétation de la nature par l'art. Ediz. Sevalle, Montpellier, 1849.
- Essai sur la théorie du Beau pittoresque. In: Mémoires de l'Académie des Sciences et Lettres de Montpellier, sezione Lettere, 1854.
- Etudes théoriques et pratiques sur le Beau pittoresque dans les arts de dessin. Ediz. Paulin et Lechevalier, Parigi 1856.
- Etudes sur les arts en Allemagne. In: L'Illustration n. 572 (1854), n. 620, 634, 647, (1855).
- Fabrication de l'alcool avec la racine d'asphodèle. In: L'Illustration n. 626, 24 Febbraio 1855.
- Album du chemin de fer de Lyon à la Méditerranée. Parigi, Avignone, Montpellier, 1857–1871.
- Instruction sur le procédé de peinture appelé aquarelle. Ediz. Libraire Deforge, Parigi 1858.
- Album des Dames, ediz. J. J. Hetzel, Parigi, 1864.
- Etudes théoriques et pratiques sur le Beau pittoresque (3ª edizione). Morel et Cie, Parigi, 1876.
- Le Jardin des plantes de Montpellier. In: Notices illustrées sur les principaux monuments de Montpellier. Ediz. Best, Parigi 1885.

## Opere pittoriche, selezione
- Vue de la Chartreuse de Valdemosa - (Vista della Certosa di Valdemosa)
- Comment l'art embellit la nature - (Come l'arte abbellisce la natura)
- Deux profils de jeunes filles - (Due profili di giovanette)
- Études de rochers - (Studi di rocce)
- La tour des pins vue du jardin des plantes (1859) - (La torre dei pini vista dal "Jardin des plantes")
- La tour des pins - (La torre dei pini)
- Portrait de jeune fille (1861) - (Ritratto di giovinetta)
- Ritratti di musicisti vari e disegni acquarellati. Biblioteca Inguimbertina, Carpentras.

## Collegamenti esterni

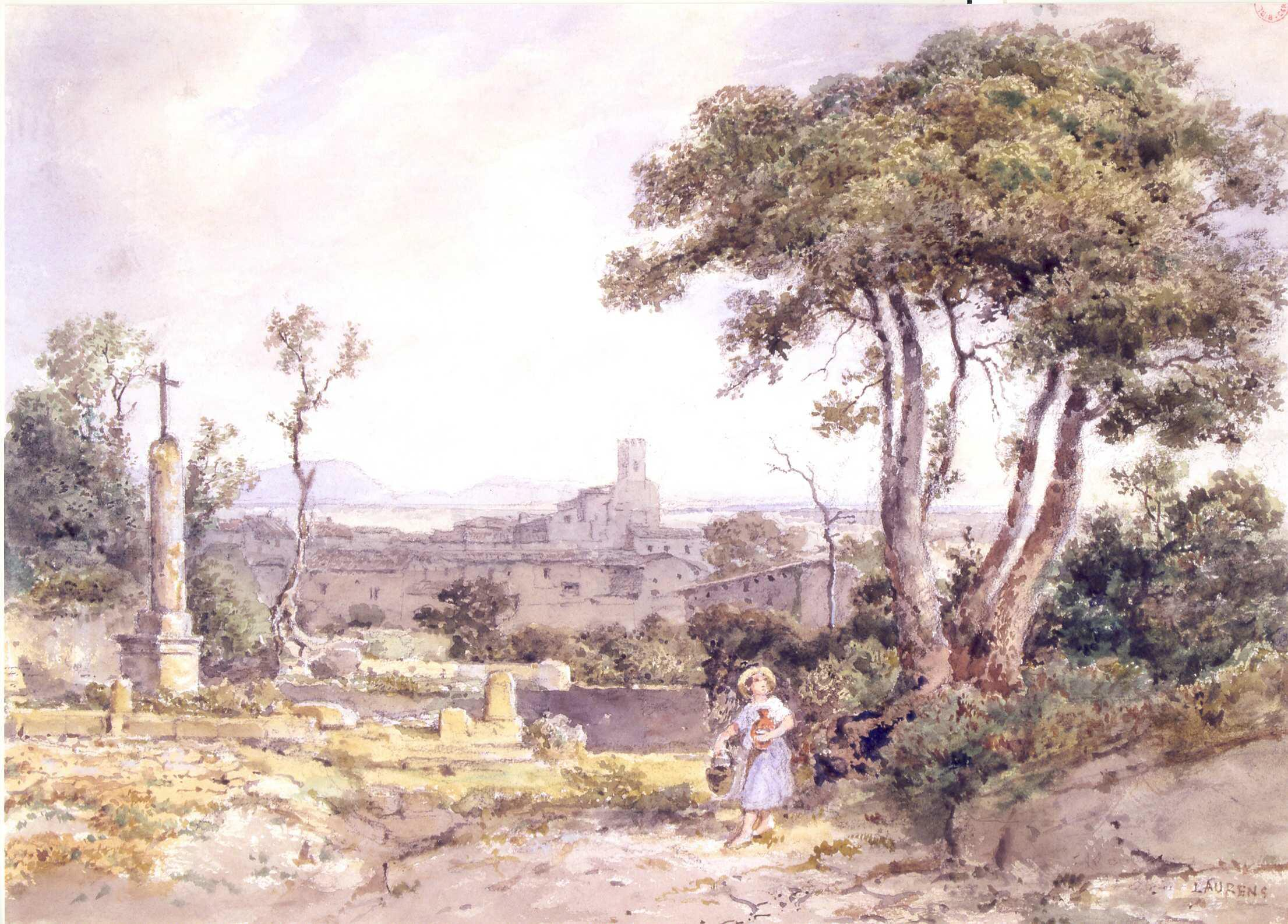
Veduta paeaggistica di Carpentras

## Galleria d'immagini

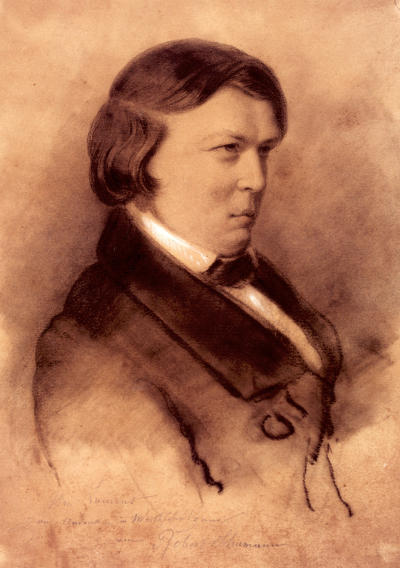
Robert Schumann
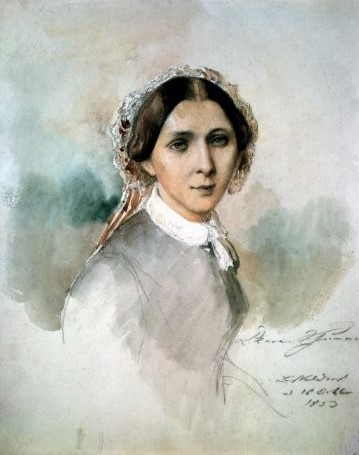
Clara Schumann
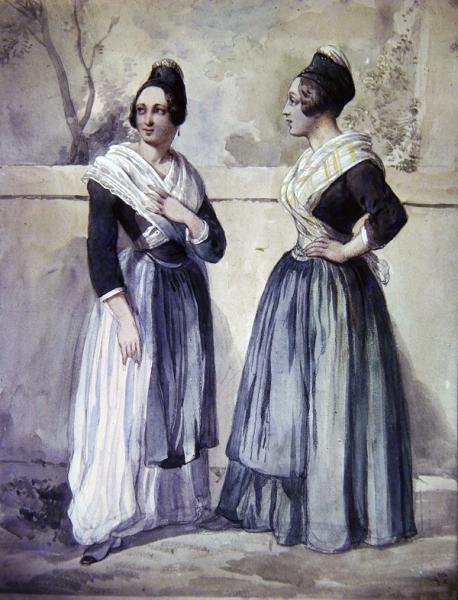
Arlesiane in costume
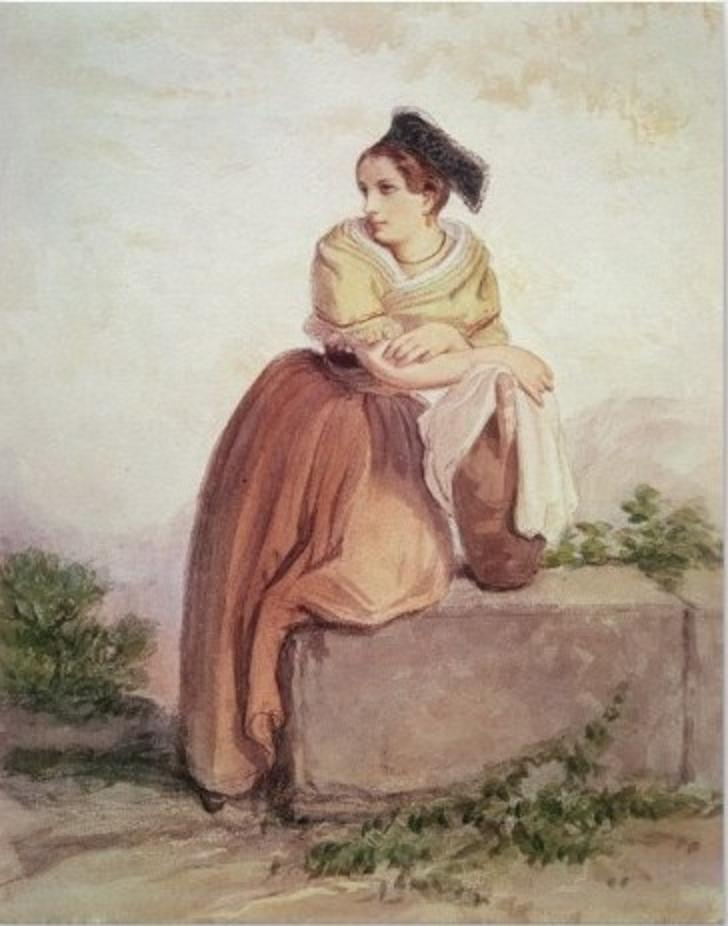
Arlesiane in costume
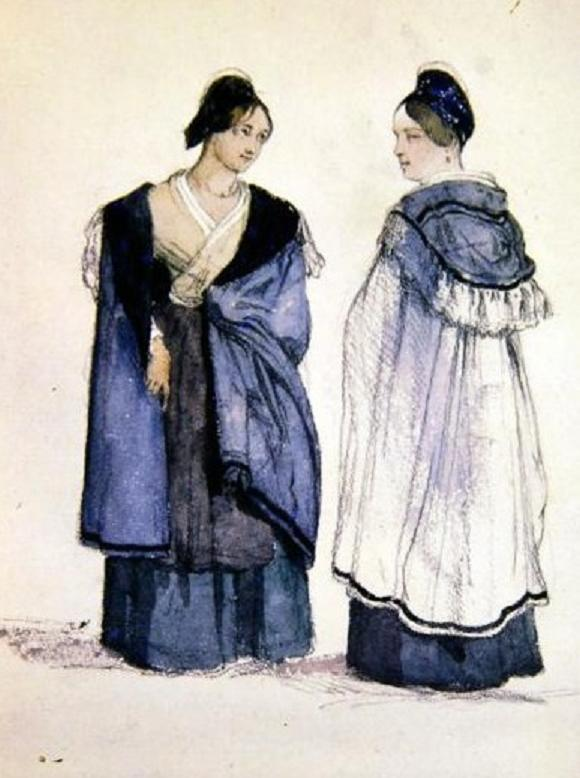
Arlesiane in costume